# Unbibio
El unbibio es el nombre provisional de un elemento químico que significa uno-dos-dos y cuyo símbolo provisional es Ubb, y su número atómico, 122. Fue descubierto en la Universidad de Jerusalén.
Es el segundo elemento cuya configuración electrónica en el estado estacionario contiene un electrón en el nivel g, por lo que sería el segundo elemento del bloque g.
En abril de 2008, se anunció que se habían descubierto átomos de este  elemento en muestras de torio natural pero esta petición ha sido desestimada ante el resultado negativo de experimentos similares repetidos usando técnicas más precisas.

## Historia

### Evaporación de neutrones
El primer intento de sintetizar el elemento 122 fue realizado por Georgy Flerov et al. en JINR, mediante una reacción de fusión en caliente:
{\displaystyle \,_{92}^{238}\mathrm {U} +\,_{30}^{66}\mathrm {Zn} \to \,_{122}^{304}\mathrm {Cn} ^{*}\to \ ning{\acute {u}}n\ {\acute {a}}tomo}
No se detectaron átomos y se midió un campo límite de 5 mb (5,000,000 pb). Los resultados actuales han mostrado que la sensibilidad de este experimento era demasiado baja en al menos 6 órdenes de magnitud. 
En 2000, se desarrolló un experimento similar con una sensibilidad mucho mayor en Gesellschaft für Schwerionenforschung
{\displaystyle \,_{92}^{238}\mathrm {U} +\,_{30}^{70}\mathrm {Zn} \to \,_{122}^{308}\mathrm {Cn} ^{*}\to \ ning{\acute {u}}n\ {\acute {a}}tomo}
Estos resultados indican que la síntesis de elementos superpesados sigue siendo un reto no alcanzado y se requieren nuevas mejoras en la intensidad del haz y en la eficiencia experimental. La sensibilidad debería aumentar hasta 1 fb.

### Fisión de núcleos compuestos
Varios experimentos se han realizado en el período 2000-2004 en el Laboratorio Flerov de Reacciones Nucleares estudiando la fisión característica de los núcleos compuestos 306122. Se han usado para ello dos reacciones, 248Cm+58Fe y 242Pu+64Ni. Los  resultados han mostrado que tales núcleos sufren una fisión en la que se forman, según el modelo de capas nucleares, predominantemente núcleos de 132Sn (Z=50, N=82). Se encontró que el campo para el mecanismo de fusión-fisión era similar para proyectiles de 48Ca y 58Fe, lo que indica un posible futuro uso de núcleos de 58Fe como proyectiles en la formación de elementos superpesados.

## Combinaciones Blanco-Proyectil que conducirían a núcleos compuestos de Z=122
La tabla inferior contiene varias combinaciones de blancos y proyectiles que podrían usarse para formar núcleos compuestos de Z=122.
| Blanco | Proyectil | CN     | Resultado del intento    |
| ------ | --------- | ------ | ------------------------ |
| 208Pb  | 94Zr      | 302122 | Pendiente de realización |
| 232Th  | 74Ge      | 306122 | Pendiente de realización |
| 238U   | 70Zn      | 308122 | Sin éxito hasta la fecha |
| 238U   | 66Zn      | 304122 | Sin éxito hasta la fecha |
| 244Pu  | 64Ni      | 308122 | Pendiente de realización |
| 248Cm  | 58Fe      | 306122 | Pendiente de realización |
| 249Cf  | 54Cr      | 303122 | Pendiente de realización |

## Reivindicación de descubrimiento como elemento presente en la Naturaleza
En abril de 2008, un grupo de científicos liderados por Amnon Marinov de la Universidad Hebrea de Jerusalén afirmó haber encontrado átomos simples de unbibio en depósitos naturales de torio con una abundancia de entre 10-11 a 10-12, relativa al torio (de uno a diez átomos de unbibio por cada billón de átomos de torio.
La reivindicación de Marinov et al. fue criticada por una parte de la comunidad científica, y Marinov afirmó que él había enviado el artículo a las revistas Nature y Nature Physics pero ambas lo devolvieron sin enviarlo a sus correctores para ser revisado.
Una crítica de la técnica, previamente empleada en la supuesta identificación de isótopos más ligeros de torio por espectrometría de masas, 
fue publicada en Physical Review C in 2008. La réplica del grupo de Marinov fue publicada en Physical Review C después del comentario publicado.
Una repetición del experimento del torio usando un método mejorado de espectrometría de masas con aceleradores de partículas (AMS) resultó fallida en la confirmación de los resultados, a pesar de emplear una sensibilidad 100 veces mayor. Este hecho arroja una duda considerable sobre los resultados del grupo de Marinov en relación con sus reivindicaciones sobre los isótopos de vida larga de los elementos torio, roentgenio y unbibio.